# Iberus gualtieranus gualtieranus
La chapa (Iberus gualtieranus gualtieranus) es un gasterópodo terrestre de la familia Helicidae, endémico del litoral sureste de la península ibérica. Además es característico de Almería.

## Características morfológicas
La concha de I. g. gualtieranus se caracteriza por la concha globosa. Muestra también característicos surcos que le dan un aspecto reticulado y que son mucho más acusados que los presentes en la concha de I. g. alonensis. Se ha sugerido que su morfología aplanada le permite introducirse más fácilmente en las grietas propias de los roquedeos presentes en praderas, su principal refugio, escapando así del calor. Suele ser de color marrón claro, mientras que la parte blanda del animal tiene una tonalidad amarillenta. El ombligo está descubierto en los inmaduros y parcialmente cubierto en los adultos. Su tamaño varía considerablemente según la población.

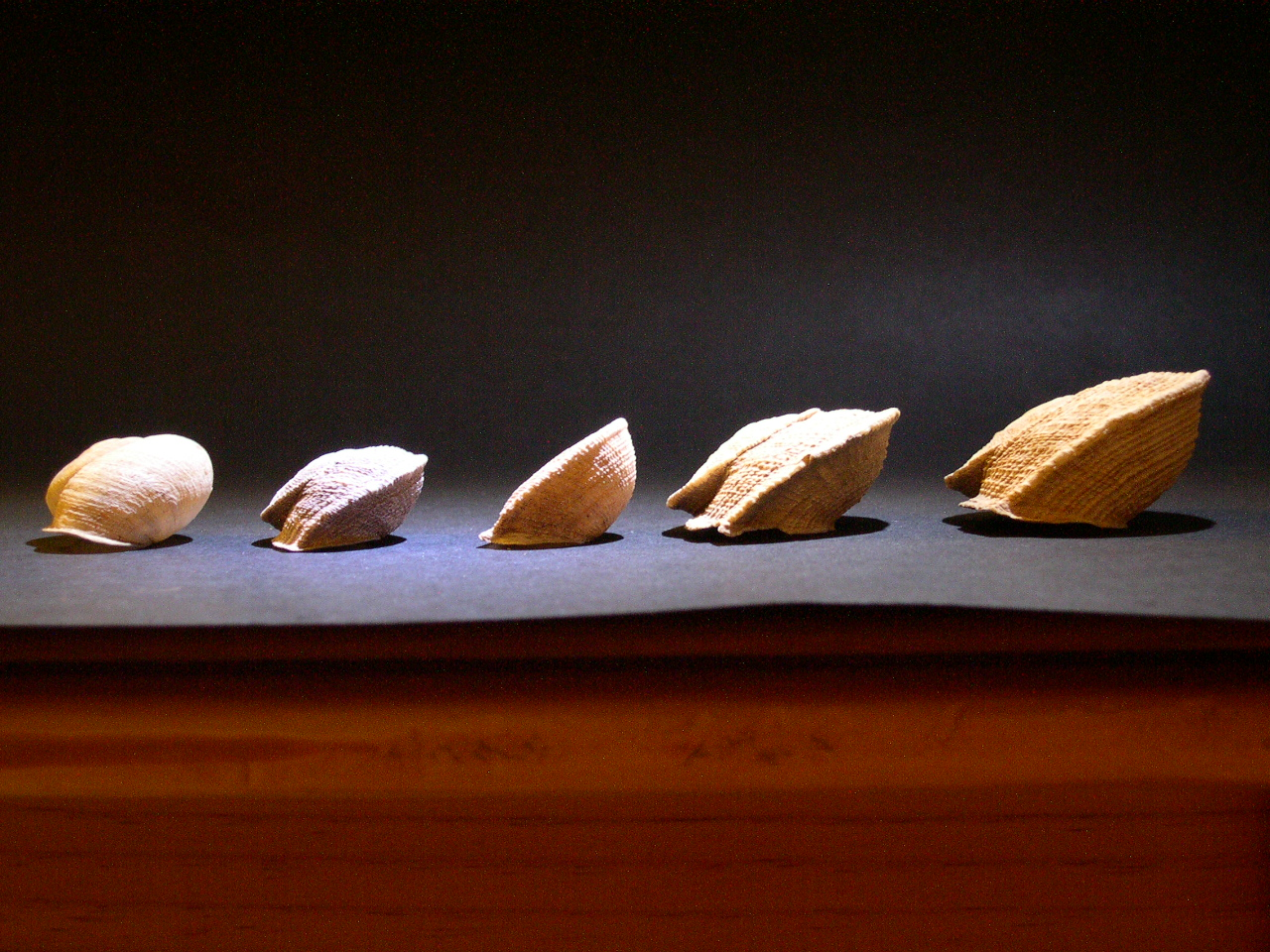
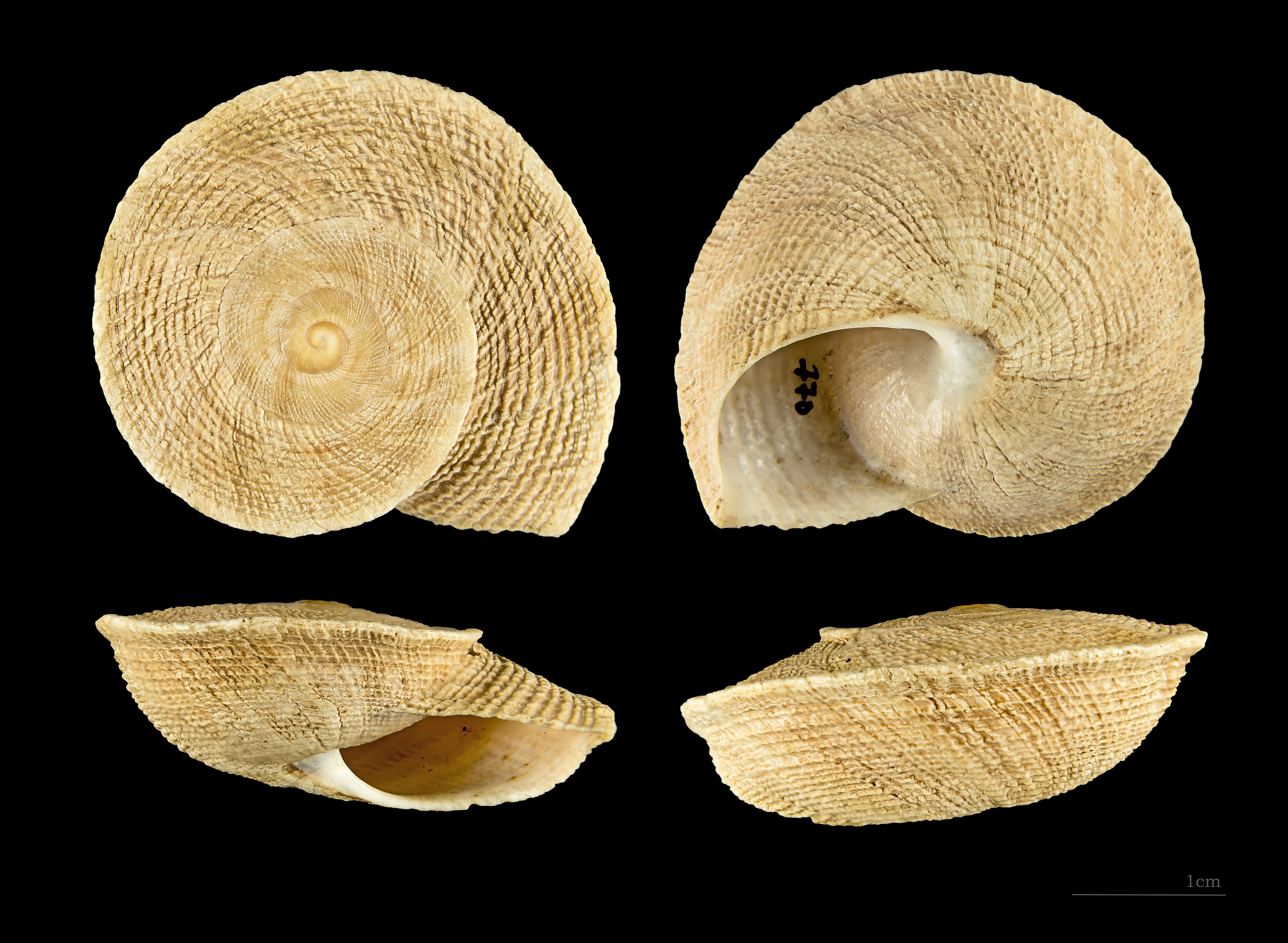
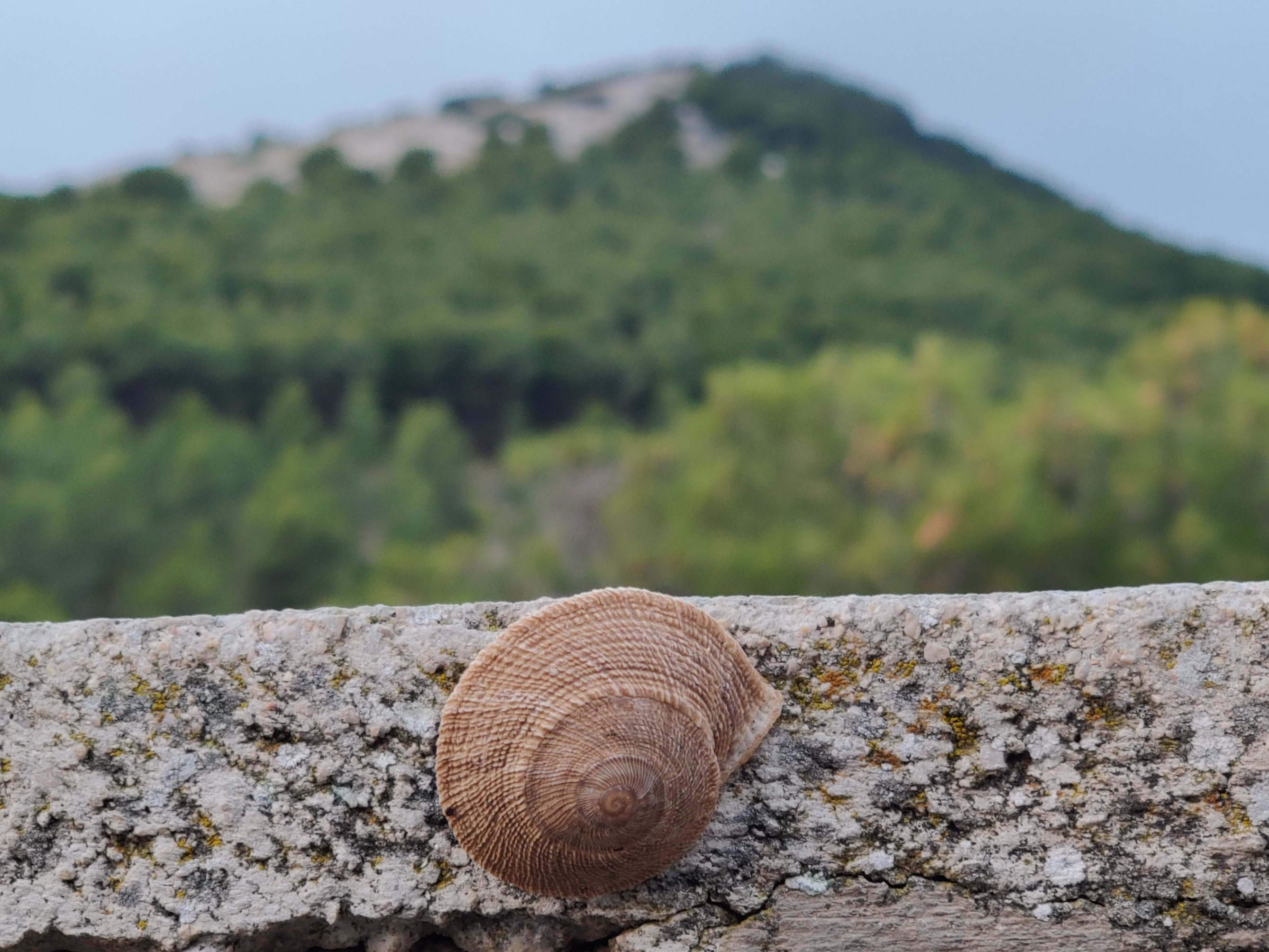
I. g. gualtieranus en Jaén.

## Hábitat
Iberus gualtieranus gualtieranus es una especie termófila propia de los roquedeos presentes en praderas próximas al litoral. En estos hábitats el caracol pasa el día y el verano refugiado bajo las rocas, mientras que por la noche, durante el otoño-invierno, se desplaza hasta las zonas con vegetación, donde se alimenta de diversas especies de plantas.

## Distribución
Es una especie endémica de la península ibérica que se localiza tan solo en cuatro poblaciones aisladas de la región del  sureste español, concretamente en Granada —macro de Cerro Gordo—, en Jaén —cerro de La Mella y Santa Catalina—, y Almería —parque natural de Cabo de Gata—. Probablemente estuvo más extendida en el pasado, pues hay citas de la presencia de subfósiles en la provincia de Málaga y citas antiguas en la Comunidad Valenciana. Su origen geográfico fue la sierra de Gádor, donde aún se conservan algunos ejemplos, y desde donde se extendió a otros lugares, puede que con intervención del hombre.

## Posición taxonómica
La taxonomía de todo el género Iberus es muy controvertida, pero recientes estudios moleculares están permitiendo vislumbrar las relaciones taxonómicas entre los diferentes morfotipos de este taxón. Hoy en día se considera una subespecie.

## Gastronomía
Iberus gualtieranus gualtieranus está considerado un manjar, pero dado que se encuentra en peligro de extinción, está prohibida su recolección en el campo. Varios proyectos intentan su cría en cautividad en la actualidad.

## Estado de conservación
Esta subespecie se encuentra en solo cuatro poblaciones, aisladas entre sí, con una densidad de ejemplares muy baja, y su supervivencia está amenazada por la sobreexplotación con fines gastronómicos y coleccionistas, a lo que hay que sumar la destrucción de su hábitat por canteras e invernaderos. 